# Nelson Nieves
Nelson Nieves Croes (25 dicembre 1934 – 13 gennaio 2021) è stato uno schermidore venezuelano.

## Biografia
Partecipò ai Giochi della XV Olimpiade di Helsinki nel 1952.

## Palmarès
In carriera ha conseguito i seguenti risultati:
- Giochi Panamericani:

Città del Messico 1955: bronzo nella spada a squadre e nel fioretto a squadre.
San Paolo 1963: bronzo nel fioretto a squadre.